# Juan Carlos Varela
Juan Carlos Varela Rodríguez (Panama, 12 dicembre 1963) è un politico panamense, Presidente di Panama dal luglio 2014 al luglio 2019.

## Biografia
Esponente del Partito Panameñista, è stato eletto a seguito delle elezioni presidenziali del 2014. È sospettato di essere coinvolto nello scandalo della corruzione di Odebrecht (una società brasiliana che ha pagato tangenti ai politici).